# Jernej Kopitar
Jernej Kopitar (Repnje, 21 de agosto de 1780-Viena, 11 de agosto de 1844) fue un destacado eslavista y lingüista esloveno.

## Biografía
Tras su graduación en Liubliana, se convirtió en profesor particular en el domicilio del barón Sigmund Zois, mineralogista, geólogo, botánico y zoólogo. En 1808 se trasladó a Viena, donde estudió Derecho y trabajó sobre las lenguas eslavas. Trabajó en la Biblioteca Real de Viena como bibliotecario y censor de libros eslavos y griegos.
En 1808 publicó el primer tratado de gramática eslovena escrito en alemán, Gramática de la lengua eslava en Carniola, Carintia y Estiria, regiones que en aquel entonces estaban bajo soberanía del Imperio austrohúngaro. Kopitar era uno de los impulsores del movimiento ilirio e intentó unificar el habla de la mayor parte de las regiones alpinas de población eslava, basándose en una síntesis de los dialectos de la Alta y Baja Carniola. También puso énfasis en purgar de germanismos la lengua vernácula. En su obra Glagolita Clozianus (1836) publicó los "Fragmentos de Freising" (Brižinski spomeniki), el texto más antiguo de una lengua eslava con características eslovenas y la primera obra eslava en alfabeto latino, junto a una traducción y sus comentarios.
Fue el impulsor y ayudante profesional de Vuk Stefanović Karadžić en su tarea de reforma de la lengua literaria serbia, basada en el habla popular.
El rey Federico Guillermo IV le confirió el 31 de mayo de 1842 la Orden del Mérito a las Artes y Ciencias.